# Борка-ди-Кадоре
Борка-ди-Кадоре (итал. Borca di Cadore) — коммуна в Италии, располагается в провинции Беллуно области Венеция.
Население составляет 774 человека (2008), плотность населения составляет 30 чел./км². Занимает площадь 26 км². Почтовый индекс — 32040. Телефонный код — 0435.
Покровителем коммуны почитается святой Симон Кананит, празднование 28 октября.

## Демография
Динамика населения:

## Администрация коммуны
- Официальный сайт: